# 小行星3568
小行星3568（3658 ASCII），臨時編號1936 UB或1975 WZ1。于1936年10月17日在法國尼斯被天文學家瑪格麗特·盧吉爾发现。
該小行星以電腦編碼系統ASCII命名。

## 外部連結
- NASA JPL小天體瀏覽器上的小行星3568

| 前一小行星： 3567 Alvema | 小行星列表 | 後一小行星： 3569 Kumon |